# Relativismo
El relativismo es una posición filosófica que niega la existencia de verdades absolutas. En otras palabras, considera el saber como incompleto y sostiene que el conocimiento humano es relativo, subjetivo e incapaz de ser objetivo, ya que está influenciado por la historia y otras ideas preconcebidas. El relativismo se relaciona con la actitud antimetafísica desarrollada en campos como: la filosofía, la antropología, la sociología, entre otros. En general, las discusiones sobre el relativismo se centran en cuestiones concretas; por ejemplo, el relativismo gnoseológico considera que no hay verdad objetiva y que siempre la validez de un juicio depende de las condiciones en que este se enuncia; o el relativismo moral, que sostiene que no hay bien o mal absolutos, sino dependientes de las circunstancias concretas. Similares postulados se defienden tanto en el relativismo lingüístico como en el relativismo cultural.

## Introducción
La posición opuesta al relativismo es el objetivismo. El objetivismo afirma que la verdad es independiente de las personas o grupos que la piensan o, en una forma lógicamente menos restrictiva, afirma que existen algunos hechos sobre los que existe acuerdo universal. Por otro lado, el relativismo considera que la verdad depende o está en relación con el sujeto que la experimenta y que no existen verdades objetivas ni tampoco acuerdos universales compartidos por todos los seres humanos. Esta corriente también argumenta que existen diferentes maneras de conocer el mundo y, por más polarizadas que estén, todas tienen validez.
Es preciso ser cuidadoso a la hora de definir lo que es relativismo. Así, por ejemplo, no es relativismo aceptar que existen muchas opiniones acerca de las mismas cosas; esto es obvio y nadie lo ha negado. El relativismo aparece cuando además se dice que dichas opiniones son verdaderas si a las personas que las defienden les parecen verdaderas. El relativismo mantiene que existen muchas formas de conceptualizar ciertos hechos sociales y que ninguna de ellas puede considerarse como "verdadera". En cuestiones humanas y sociales se reconocen tres formas básicas de relativismo:   
- Cognitivo
- Moral
- Cultural

Es conveniente tratarlos juntos, ya que se hallan estrechamente vinculados. Por ejemplo, el relativismo lingüístico considera que existen relaciones entre el nivel cognitivo, el nivel cultural y la lengua materna de una persona. Incluso, quienes se adhieren a uno de ellos generalmente se adhieren también a los restantes, mientras que quienes los rechazan lo hacen en forma conjunta. Oswald Spengler escribió: “Toda cultura tiene su propio criterio, en el cual comienza y termina su validez. No existe moral universal de ninguna naturaleza”. Y: “A distintos hombres, distintas ideas” (La decadencia de Occidente).[cita requerida]
En el caso del relativismo cognitivo, si se admite su veracidad, se niega la verdad absoluta, por lo que no debería existir interés por buscarla. En el caso del relativismo moral, se niega la existencia del «Bien» objetivo, por lo que habría que borrar a la ética como actividad intelectual que busca un camino para alcanzarlo. En el caso del relativismo cultural, no existiría una cultura mejor que otra, por lo que tampoco deberíamos esmerarnos por buscarla. Algunos autores estiman que en el nivel epistemológico el relativismo surge de una actitud escéptica, mientras que en el nivel moral surge de una actitud cínica.   
Hay varias razones por las que algunos autores consideran adecuado el relativismo. Se pueden destacar entre ellas:
- La influencia de elementos físicos, psicológicos o culturales en las creencias de las personas;
- La observación de las muchas ideas o concepciones que tienen los distintos grupos o culturas;
- La observación del cambio de ideas a través del tiempo.

Todo ello puede favorecer la convicción de que realmente es imposible dejar de lado la subjetividad en la adquisición de la verdad y de la concepción del mundo.
No hay que confundir dos teorías muy próximas pero distintas, el relativismo y el escepticismo: el escéptico afirma que no cabe conocimiento alguno y el relativista, que sí es posible el conocimiento, pero que este es relativo a las personas y que, por lo tanto, pueden existir muchas verdades respecto de las mismas cosas.
Cabe ser relativista en relación con ciertos géneros de realidades y objetivista respecto de otras. Por ejemplo, muchas personas parecen aceptar puntos de vista relativistas respecto de los valores morales, pero no respecto del conocimiento del mundo físico.
El relativismo más radical es el relativismo individual y referido a la totalidad de los conocimientos humanos. 
Sócrates y Platón consideraron inadmisible el punto de vista relativista, tanto por sus consecuencias en el plano moral como político, porque la veían como una teoría absurda que hace imposible el conocimiento.
Aristóteles nos ofrece una de las posibles críticas (por reducción al absurdo) al relativismo de los sofistas. 

“La doctrina de Protágoras parte del mismo principio (...). En efecto, si todo lo que pensamos, si todo lo que nos aparece es la verdad, es preciso que todo sea al mismo tiempo verdadero y falso. La mayor parte de los hombres piensan diferentemente los unos de los otros; y los que no participan de nuestras opiniones los consideramos que están en el error. La misma cosa es por lo tanto y no es. Y si así sucede, es necesario que todo lo que aparece sea la verdad; porque los que están en el error y los que dicen verdad tienen opiniones contrarias. Si las cosas son como acaba de decirse, todos igualmente dirían la verdad.”
Aristóteles, Metafísica, Libro Cuarto, V (Biblioteca Filosófica. Obras filosóficas de Aristóteles. Volumen 10. Traducción: Patricio de Azcárate)

## Relativismo en ciencias sociales
El término «relativismo» es muy amplio y puede manifestarse de manera bastante diversa en las ciencias sociales como en las ciencias físicas y formales. Por esa razón una discusión conveniente del mismo debe hacerse distinguiendo los tipos particulares de relativismo.

### Relativismo cognitivo
Relativismo cognitivo es todo sistema de pensamiento que afirma que no existen verdades universalmente válidas, ya que toda afirmación depende de condiciones o contextos de la persona o grupo que la afirma. Como pensamiento, movimiento o propuesta sobre el conocimiento humano viene estudiado dentro de la epistemología o Filosofía del conocimiento.
Cuando se afirma que el conocimiento cierto es relativo a condiciones propias del sujeto (intereses personales, creencias previas, estado de ánimo...) entonces se suele hablar de Subjetivismo, y a veces recibe un tratamiento independiente.    
El Relativismo es conceptualmente cercano al escepticismo, aunque este llega más lejos: no solo es imposible establecer verdades absolutas, sino que no se puede llegar a conocer con certeza ninguna verdad.   
Las primeras afirmaciones del Relativismo se inician en Grecia con los sofistas, siendo el más famoso Protágoras de Abdera con su expresión «el Hombre es la medida de todas las cosas», y fue desarrollado dos mil cien años después por Descartes con la polémica entre el racionalismo y el empirismo. A partir de Kant, con su giro hacia el idealismo transcendental, se puede empezar a discutir el carácter relativista de algunos planteamientos.    
Actualmente vuelve a tener una gran importancia en el pensamiento filosófico y teológico, pues numerosos autores y corrientes filosóficas del siglo XX se han clasificado como relativistas o subjetivistas: Nietzsche, James, Dewey, Wittgenstein, Rorty... Entre las corrientes filosóficas, son o impulsan el relativismo: el existencialismo, el estructuralismo, el constructivismo social, junto con las nuevas concepciones de la filosofía de la ciencia (Kuhn, Lakatos, sobre todo Feyerabend). Pero la gran corriente relativista es la posmodernidad.   
El relativismo tiene connotaciones teoréticas, pragmáticas y éticas, morales y culturales. Puede ser un relativismo fuerte o absoluto, o una afirmación limitada a un solo campo (la religión, las normas morales, el derecho,...). El desarrollo fundamental es en torno a dos temas o dos posturas, diferentes en su tratamiento: el relativismo cognitivo (hay diversas interpretaciones del conocimiento) y el moral (hay normas culturales que se encuentran en cada sociedad particular).   
El Relativismo cognitivo es el que centra sus argumentos en la incapacidad del conocimiento humano para establecer verdades universalmente válidas. Cada afirmación es dependiente (relativa) a un contexto o estructura que la condiciona. Estas estructuras que hacen relativa a toda afirmación son: el lenguaje, la cultura, los paradigmas de un período histórico, las creencias religiosas, el género, raza o estatus social y, sobre todo, la experiencia e historia de cada individuo.
El relativismo es una idea que ha existido desde la antigüedad. Los sofistas del siglo V a.C. fueron los primeros en aportar la idea del subjetivismo. Este subjetivismo suponía que cada individuo y cultura debería vivir según sus propias convicciones. Actualmente esta filosofía ha permeado e invadido el posmodernismo, que equipara creencias y se abstiene de criticarlas por considerar que no existe una base objetiva en la que basar dicha crítica.
El relativismo cognitivo sostiene que no existen verdades absolutas y asegura que las personas tienen diferentes perspectivas que condicionan sus propias verdades individuales. Es frecuente que los defensores de este relativismo razonen que, puesto que cada quien "tiene su verdad". 

### Relativismo cultural y moral
Se plantea el problema del relativismo cultural, cuando afirmamos que la diversidad de ideas y valores entre las distintas sociedades es irreducible; no se puede juzgar un elemento cultural desde otra sociedad, lo único importante es que tenga sentido dentro de esa cultura.    
El relativismo cultural llega a afectar seriamente la moral como usos y costumbres, magnificando el concepto: no hay una verdad absoluta y ésta depende de cada individuo en un espacio o tiempo concreto o intereses. Según estas posturas, cada afirmación moral depende de convenciones de las personas de esa cultura, y no puede ser cuestionada.   
Sus detractores afirman la necesidad de asumir la existencia de verdades reales, objetivas, válidas para toda cultura. Se afirma asimismo que la verdad está ligada a la práctica, y que la acción concreta exige valorar el acierto o el error como algo real, no relativo. Una salida dura al relativismo es el positivismo como metodología de la objetividad para teorías verificables, para evitar la relativización del acceso a la verdad. Un nuevo principio incorporable al conocimiento científico es la relativización, no deseable como categoría o como marco, perfeccionando la percepción de las metodologías. La paradoja tolerancia - pluralidad contra uniformidad. También se afirma que es posible hallar una contradicción lógica interna en el concepto de relativismo: resulta imposible establecer como ley o verdad universal que todo es relativo, dado que entonces ese mismo postulado tendría el carácter de relativo, invalidándose a sí mismo. Asimismo, el relativismo en materia moral se presenta en nuestros días como modelo superador en contraste con la idea de un grupo de normas de conducta de validez universal, y se le atribuye como virtud el promover la pacífica convivencia entre diferentes culturas promoviendo la tolerancia. A esta afirmación, la crítica opone la idea de que tolerar no significa un intercambio de ideas provechoso y enriquecedor que fomente la paz social, sino simplemente admitir sin discusión la coexistencia de numerosos, diferentes y frecuentemente opuestos sistemas de normas morales, lo cual dificulta la concordia y atenta contra el logro del bien común de la sociedad.

### Relativismo en la sociedad
A la par de la creciente popularidad del posmodernismo vino un crecimiento por parte del relativismo en el área social. Dentro de esta dualidad posmodernismo/relativismo nace el concepto de la verdad como una construcción social concluyendo también en que las verdades universales son inexistentes. Dado que el relativismo dicta que no existe un sistema epistemológico o manera de comprender el mundo que sea incorrecta, se establece que el conocimiento es, social e históricamente, generado además de que este se justifica a partir de los intereses y necesidades de una comunidad en particular. Estas ideas dieron paso a perspectivas más volátiles en materia de sexualidad y género, política e incluso dentro del mundo de las ciencias exactas.

## Relativismo en ciencias naturales y formales

### Relativismo en física
En el ámbito de la ciencia experimental, se buscan modelos descriptivos que se acercan cada vez más a la realidad. Cuando los modelos son altamente predictivos y tienen un error pequeño, se considera que hay un gran acercamiento a la verdad o se ha podido avanzar en la comprensión del fenómeno modelizado. Todas las teorías físicas "normales" consideran que el mundo físico es objetivo en el sentido de que todas las mediciones hechas por diferentes observadores pueden ser relacionadas entre sí. Por lo que en general en un universo dado se considera que no existe relativismo alguno.
Sin embargo, el origen del valor concreto de las constantes físicas fundamentales (incompleta) se cree que dicho valor quedó fijado en el big bang de manera contingente, y no necesaria. Así otro universo podría haber "empezado" con valores diferentes de esas constantes, lo cual habría dado lugar a "fenómenos físicos" no observados en nuestro universo. Por otro lado, se discute si la validez de ciertas leyes físicas es de carácter contingente o necesario. Es decir, se desconoce si ciertas leyes físicas podrían haber sido diferentes en otro universo o son condiciones necesariamente imperantes en cualquier universo realista.

### Influencia de la teoría de la relatividad en las ciencias sociales
En cuanto a las ciencias sociales, en general se admite la existencia de vínculos causales entre actitudes y acciones, de ahí que es posible calificarlas según sean los efectos que produzcan. El bien, o lo deseable, tanto como el mal, o lo no deseado, surgen como categorías que se asocian a los valores asignados a las posibles acciones humanas. Existiría un relativismo moral estricto si tales vínculos causales cambiaran con las épocas o con las sociedades en las cuales se realizan.   
A partir del surgimiento, en física, de la teoría de la relatividad, se ha pretendido en forma injustificada fundamentar adicionalmente los distintos relativismos mencionados. Sin embargo, debe tenerse presente que el principio de relatividad indica que los fenómenos físicos son invariantes ante movimientos inerciales y que, si bien el ordenamiento espacial y el temporal dependen de los sistemas de coordenadas en que se los describe, existe un intervalo espacio-temporal absoluto para todos los sistemas inerciales.   
Más aún, Bertrand Russell, en su obra ABC de la Relatividad, expresa claramente que, lejos de establecer relativismo, la teoría de Einstein no hizo más que definir un marco súper-absoluto, inamovible, válido para todo el universo conocido, partiendo de la velocidad de la luz en el vacío. En otras palabras, va en sentido opuesto a una pretendida relatividad de los fenómenos físicos. El mismo autor, Russell, expresa su parecer afirmando "cierto tipo de gente que se cree superior suele decir con suficiencia que 'todo es relativo', lo cual es absurdo, porque si todo fuese relativo, no habría nada relativo a ese todo".

### Relativismo en la lógica
Basado en los últimos avances de la física cuántica y en la relatividad de Einstein, deriva la última de las novedades referentes a la relatividad de la realidad, sobre ciertos sistemas donde, sí y solamente sí, es válida y “real” el Ser. Por lo que se convierte en un tema metafísico del Ser en referencia al Estar, de modo que el Ser se convierte en “estante”, y a estos sistemas de referencia, se denominarán “estancias”. Estas tesis proclaman, por tanto, una “metafísica del Estar” (metafilosofía), en sustitución de la “tradicional” en la historia de la filosofía, como Metafísica del Ser (ortofilosofía).   
El Relativismo en Lógica, debemos entenderlo, en una nueva acepción semántica, que va más allá del sentido del entendimiento cultural, comportamiento y/o ética del hombre, como es la Lógica en sentido extenso. Para ello, una de las nuevas corrientes basadas en esta “Metafísica del Estar”, es el Estancialismo Potencial, basado en la “metalógica”, como planteamiento de crítica y estudio de la relatividad de la lógica, como el más reciente planteamiento ante la realidad de las cosas.   
Relativismo cultural también se dice llamar que es donde  la cultura se relaciona
La originalidad de este sistema metafilosófico, es afirmar, que la “existencia” ya no es “algo” en el "Porque-Sí" lógico, sino en el "Porque-Está" metalógico. Pero lo más importante es la potencialidad en como se relacionan las cosas con su verdad: Una cosa es, que esto pueda ser y/o no ser según la estancia, y otra cosa muy diferente (desde el punto de vista ético convencional), es que no tenga que ser como el hombre de manera ética quiere que “sea” o “esté”, respecto a su conciencia, ley o tradición.   
Por ello, el relativismo metalógico no es antiético, ni va contra la idea de Dios. Pues Dios “existe y/o no-existe” (depende de la estancia). Dios es bueno y/o no-es bueno (según el individuo de referencia).   
A modo de ejemplo, se entiende que, respecto al diablo, Dios es malo, no respecto al hombre. Asimismo, Dios existe respecto a la existencia del hombre, pero “no-existe” respecto a los posibles condenados del infierno.
Todas estas posibilidades metafísicas, son replanteadas desde esta nueva visión de relativismo metalógico de estancias.